# Theresienkirche (Marktredwitz)

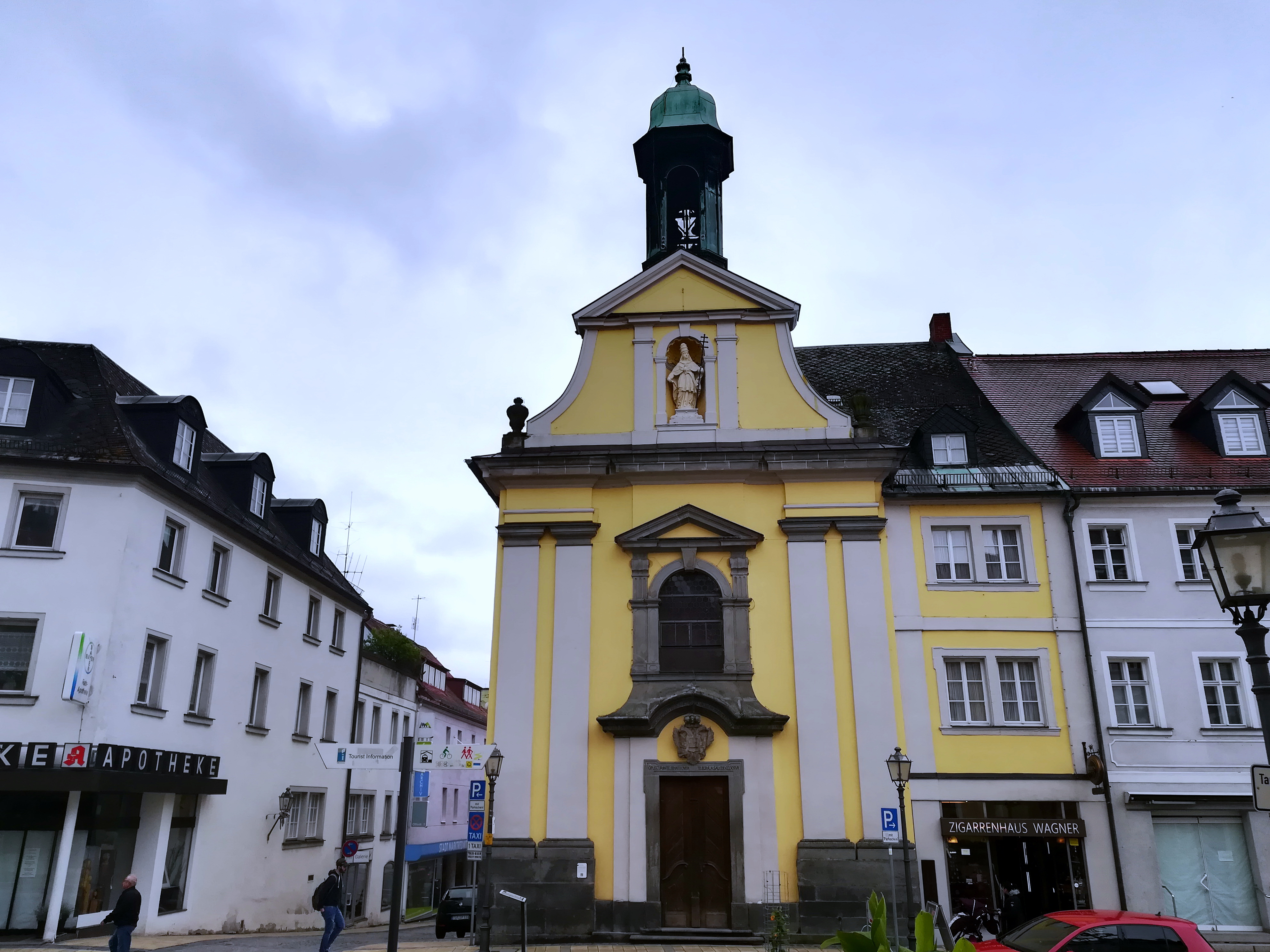
Theresienkirche (Marktredwitz)

Die römisch-katholische, denkmalgeschützte Theresienkirche steht in Marktredwitz, einer Großen Kreisstadt im Landkreis Wunsiedel (Oberfranken, Bayern). Das Bauwerk ist unter der Denkmalnummer D-4-79-136-56 als Baudenkmal in der Bayerischen Denkmalliste eingetragen. Die Kirche gehört zum Dekanat Kemnath-Wunsiedel in der Region VIII-Tirschenreuth-Wunsiedel des Bistums Regensburg.

## Geschichte
Im 17. Jahrhundert stand Marktredwitz unter böhmischer Verwaltung und war Standort einer österreichischen Garnison. Für ihre Soldaten stiftete Kaiserin Maria Theresia eine Kirche, deren Grundsteinlegung 1776 und deren Einweihung am 15. Oktober 1777 war. Das Patrozinium liegt bei Teresa von Ávila. 1785 wurde die Theresienkirche zur Pfarrkirche der Garnison und der katholischen Zivilbevölkerung erhoben.

## Beschreibung
Die barocke Saalkirche besteht aus einem Langhaus aus zwei Jochen und einem eingezogenen, halbrund geschlossenen Chor im Süden. Das Portal in der mit einem Schweifgiebel bedeckten Fassade im Norden wird von doppelten Pilastern flankiert. Über der Fassade erhebt sich ein Dachreiter. 
Der Hochaltar und die Kanzel sind im Baustil des ausgehenden Rokoko. Auf dem Altarretabel ist die heilige Theresia zu sehen. Die Tür des Tabernakels ist geschmückt mit dem Bild des Pelikans. Die Deckenmalerei von 1777 zeigt u. a. Mariä Himmelfahrt.